# Алборты, Хаджи-Умар Нестерович
Хаджи-Умар Нестерович Алборты (осет. Ӕлборты Хадзы-Умар; 15 июля 1939 года, село Сарабук, Юго-Осетинская автономная область, Грузинская ССР — 30 марта 2011 года) — юго-осетинский поэт, публицист и литературовед.

## Биография
Родился в 1939 году в крестьянской семье в селе Сарабук, Юго-Осетинская автономная область. Окончив начальную школу в родном селе, обучался в восьмилетке в селе Уанат. После окончания Цхинвальского педагогического училища в 1959 году поступил на учёбу на филологический факультет Юго-Осетинского педагогического института, который закончил в 1964 году. Будучи студентом педагогического техникума, издал в 1955 году своё первое стихотворение в литературном журнале «Фидиуæг». В 1964 году опубликовал первый поэтический сборник «Фæдосин» (Глашатай).
Окончил аспирантуру в Тбилисском университете, защитив диссертацию на соискание научной степени кандидата филологических наук по теме «Осетинская литературная критика в 30-х годах». Работал в Юго-Осетинском отделении «Союзпечати», сотрудником редакции газеты «Советон Ирыстон» (позднее — «Хурзæрин»), литературным консультантом Юго-Осетинского отделения Союза писателей СССР, заведующим отделом, редактором литературного журнала «Фидиуæг», на филологическом отделении Северо-Осетинского государственного университете, заведующим отделением осетинской литературы Юго-Осетинского НИИ имени З. Валеева. Преподавал историю современной осетинской литературы в Юго-Осетинском университете.
Характерным стихотворным почерком поэта были верлибр и короткие пяти-шестистрочные философские и лирические зарисовки, которые он называл «Глазами сердца» . Творчество Хаджи-Умара Аоборты утвердила верлибр в осетинской поэзии . Написал литературно-критические исследования «Осетинская литературная критика 30-х годов», «Подобно корням и кроне», о первом остеинском профессоре «Барысби Алборов», «Книга — зеркало жизни».
По словам осетинского поэта Мелитона Казиты творчество Хаджи-Умара Алборты «имело индивидуальный стиль. Он отличался от остальных писателей. .. В этом заключается один из признаков истинного таланта».
В конце 80-х годов XX столетия принимал активное участие в общественной жизни Южной Осетии, выступая за выход из состава Грузии. Поддерживал юго-осетинскую общественную организацию «Адамон Ныхас». Написал текст военной присяги Вооружённых сил Южной Осетии.